# Die sechs Kummerbuben (Film)
Die sechs Kummerbuben ist ein Schweizer Heimatfilm sowie eine dreizehnteilige Fernsehserie von Franz Schnyder aus dem Jahre 1968. Er basiert auf dem gleichnamigen Jugendroman von Elisabeth Müller von 1942.

## Handlung
Die Geschichte handelt von dem Tagelöhner Gottfried Kummer, seiner Frau Sofie und deren sechs Söhnen. Sie berichtet vom harten Alltag und den Geldsorgen der armen Familie und davon, wie die Buben bei deren Bewältigung helfen.

## Hintergrund
Franz Schnyder setzte mit der Verfilmung sein eigenes Drehbuch um. Die Produktion kostete zwei Millionen Franken und wurde vom Schweizer Fernsehen und von Schnyders Produktionsfirma Neue Film getragen. Gedreht wurde das Material von Mai bis September 1967, die Aussenaufnahmen wurden in der Umgebung von Burgdorf gemacht, unter anderem bei Rüegsau und im Wasen. Aus dem Material wurde eine dreizehnteilige Fernsehserie mit halbstündigen Episoden sowie ein zweistündiger Kinofilm geschaffen, der am 3. Oktober 1968 in Bern uraufgeführt wurde und Schnyders letzter Kinofilm bleiben sollte.
In der Verfilmung spielten Urs Hofmann, Jürg Dreier, Beat Schenk, Heinz Hiltbrunner, Ueli Hager und Urs Welsch die sechs Kummerbuben Mändu, Hänsu, Fritzli, Fredi, Peterli und Päuli. Die Kinderdarsteller waren später nicht mehr im Schauspiel tätig. Franz Matter und Linda Geiser spielten das Ehepaar Kummer. Margrit Rainer und Ruedi Walter traten als Untermieter Scheidegger auf. Peter Markus spielte den Gemeindepräsidenten Hannes Lüthi, der von den Kummers Zinsen auf einen Schuldbrief einfordert. Weitere Auftritte hatten Ines Torelli, Ellen Widmann und Ettore Cella. Die Filmmusik komponierten Hans Moeckel und Robert Blum.
Während der Film wenig Zuschauer in die Kinos lockte, war die Fernsehserie ein grosser Erfolg und wurde auch in den Vereinigten Staaten gezeigt. Viele Kritiker äusserten sich negativ über Film und Serie. Luzia Helfer schrieb 2009 im Bund: «Eine Serie, die die ländliche Idylle und den Familienzusammenhalt ins Zentrum stellte, passte in den Augen vieler Kritiker so gar nicht zum Zeitgeist. Denn Filme wie «Bonnie & Clyde» waren en vogue, Gotthelf-Verfilmungen galten als überholt.»

## Kritiken
«Der in Koproduktion mit dem Fernsehen gedrehte Film enttäuscht durch kabarettistische Schwarzweissmalerei, psychologische Unstimmigkeiten und ein auf weite Strecken hölzernes und unnatürliches Spiel der Darsteller. Der Film löste bei der durch die Studentenbewegung sensibilisierten Jugend einen Sturm der Entrüstung aus und Zorn bei den Filmschaffenden.»